# Morane-Saulnier L
Morane-Saulnier L byl francouzský vzpěrový hornoplošník s dvoučlennou osádkou užívaný počátkem první světové války jako průzkumný a posléze i stíhací letoun.

## Vznik a vývoj
Typ L vznikl koncem roku 1913 z typu Morane-Saulnier G, z něhož byl převzat upravený trup čtverhranného průřezu, který byl doplněn nově zkonstruovaným křídlem baldachýnového typu, neseného na vzpěrové konstrukci nad trupem, a vyztužené dráty. Konstrukce letounu byla převážně dřevěná, s výjimkou vzpěr podvozku a kostry ocasních ploch tvořených ocelovými trubkami, a potažená plátnem.
Francouzská armáda stroji přidělila označení Morane-Saulnier 3. U firmy Morane-Saulnier za války vzniklo přibližně 600 kusů stroje.
Koncem roku 1914 vznikla odvozená varianta Morane-Saulnier LA, s novým křídlem vybaveným křidélky, namísto dosavadního které užívalo kroucení křídel, trupem doplněným aerodynamickými panely na téměř kruhový průřez a vrtulovým kuželem, zlepšujícím aerodynamické vlastnosti. Francouzské armádní letectvo tomuto typu přidělilo označení Morane-Saulnier 4.

## Operační nasazení

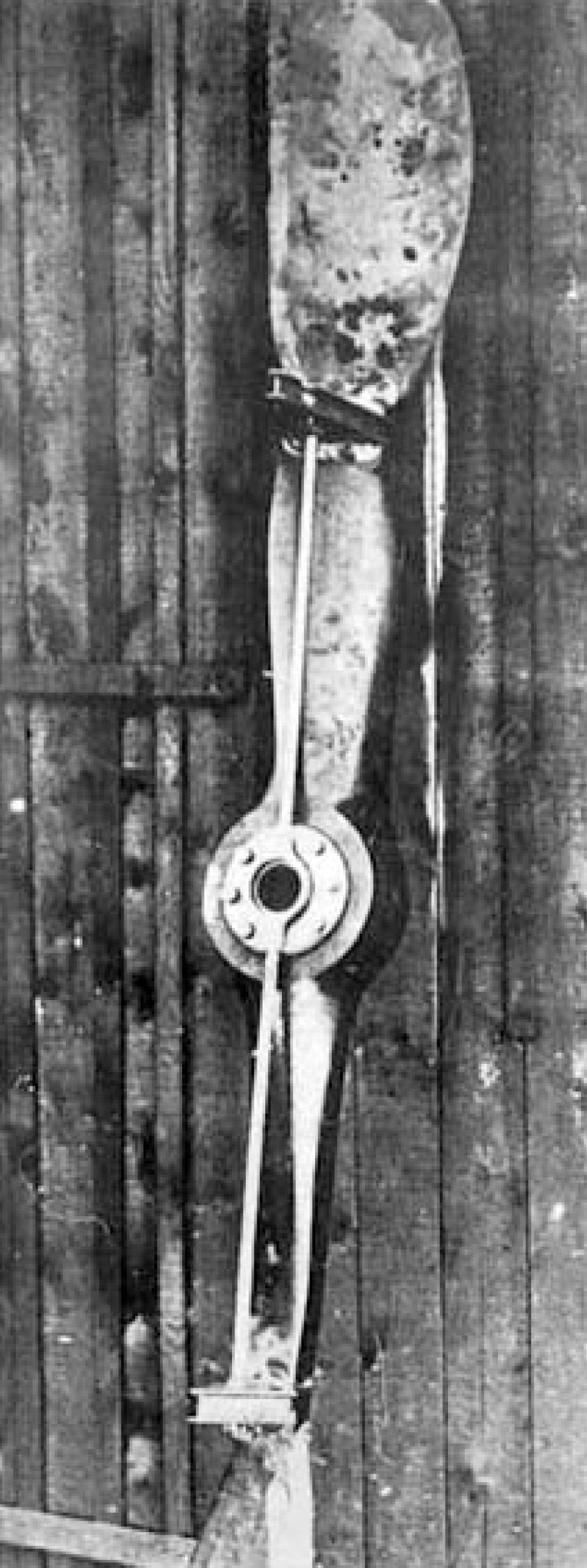
Pohled na vrtuli typu L s ochrannými klíny.

Francouzské armádní letectvo zpočátku neprojevilo o typ zájem, a svolilo k výrobě typu na export do Osmanské říše. Po vypuknutí války v roce 1914 byla dodávka pozastavena a vyrobené stroje zařazeny do výzbroje francouzských armádních vzdušných sil, pro které byla také zahájena výroba dalších kusů. Na frontě byly letouny zpočátku nasazovány jako pozorovací a průzkumné, a později i jako bombardovací. Pozorovatel byl často ozbrojen, zpočátku karabinou, později pak pohyblivě lafetovaným lehkým kulometem, a již v průběhu roku 1914 byl typ často označován jako „stíhací Morane“ (francouzsky Morane de chasse).:s.3
V prosinci 1914 Roland Garros, tehdy příslušník letky MS 26, a původně zkušební pilot firmy Morane-Saulnier, ve spolupráci se svým mechanikem Julesem Hue, jím pilotovaný exemplář opatřil kulometem (pravděpodobně typu Hotchkiss M1914) pevně namontovaným před kokpitem v ose letounu a střílejícím okruhem vrtule, kterou proti poškození chránily ocelové odrazné klíny.:s.3 Vznikl tak jeden z prvních stíhacích letounů vůbec, a první stíhací letoun s tažným motorem a výzbrojí pevně instalovanou v ose trupu.:s.3 Garros na něm 1. dubna 1915 dosáhl svého prvního vzdušného vítězství.:s.3 Takto upravený stroj začali užívat i někteří další francouzští letci, například Eugène Gilbert, Georges Guynemer a Adolphe Pégoud, pozdější první letecké eso války. Počátkem roku 1915 pak typ proslul především působením ve stíhací roli, ale již během léta téhož roku začal být nahrazován novějšími typy vhodnějšími k této úloze, například Morane-Saulnier N a Nieuport 10, a od počátku roku 1916 již byl využíván převážně v druholiniových rolích.
Letoun byl užíván i britskými vzdušnými silami, armádním Royal Flying Corps a námořní Royal Naval Air Service, příslušník jejíž 1. peruti Flight Sub-Lieutenant Reginald Warneford 7. června 1915 nedaleko Ostende za použití typu L zničil německou vzducholoď LZ 37,:s.4 první zeppelin zničený ve vzdušném boji. Za tento počin jako první letec Královské námořní letecké služby (RNAS) obdržel Viktoriin kříž.
Typ byl dodáván i armádním leteckým silám carského Ruska, kde byl také v licenci sériově vyráběn.
Několik kusů Morane-Saulnier L sloužilo i v leteckých silách některých dalších zemí, včetně států nově vzniklých po skončení první světové války.

## Licenční výroba
Ještě před první světovou válkou byla licence na typ L prodána německé společnosti Pfalz Flugzeugwerke, která jej vyráběla jako neozbrojený průzkumný Pfalz A.I (s motorem Oberursel U.0 o výkonu 80 hp) a A.II (s motorem Oberursel U.I o výkonu 100 hp) pro potřeby letecké složky Bavorské armády. V průběhu války vznikla i ozbrojená varianta stroje, Pfalz E.III, vycházející z verze A.II a vyzbrojená synchronizovaným kulometem Spandau lMG 08.
Až 400 kusů typu L bylo během první světové války licenčně vyprodukováno v carském Rusku společností Dux, a dalších 30 letounů vzniklo u firmy Lebeděv. Tyto stroje doplnily přibližně 100 exemplářů dovezených z Francie.
Nejméně pět kusů stroje bylo také po roce 1914 licenčně vyrobeno švédskou společností E. Thulins Aeroplanfabrik jako Thulin D s motorem vlastní konstrukce Thulin A o výkonu 90 hp.

## Varianty

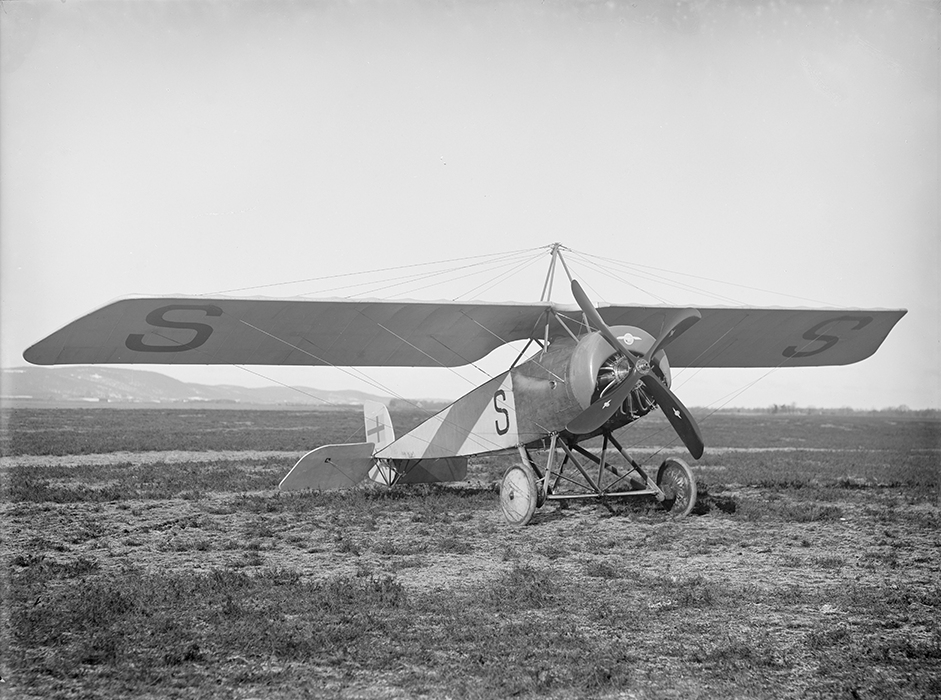
Thulin typ D

AB Enoch Thulins Aeroplansfabrik
- Thulin D

Morane-Saulnier
- Type L (MoS.3)
- Type LA (MoS.4)

Pfalz Fluegzeugwerke
- Pfalz A.I
- Pfalz A.II
- Pfalz E.III

## Uživatelé

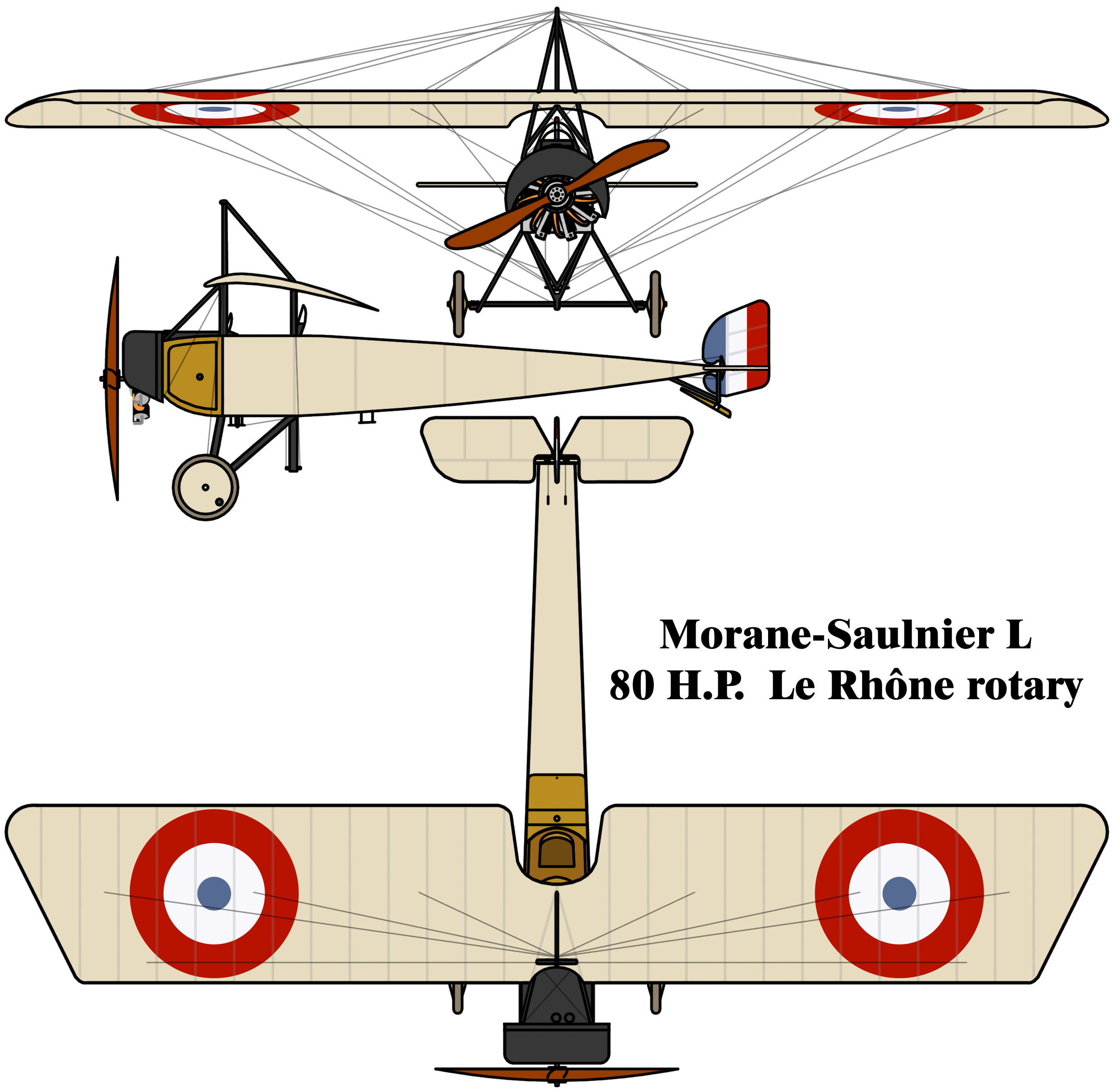
Morane-Saulnier L, Aéronautique militaire

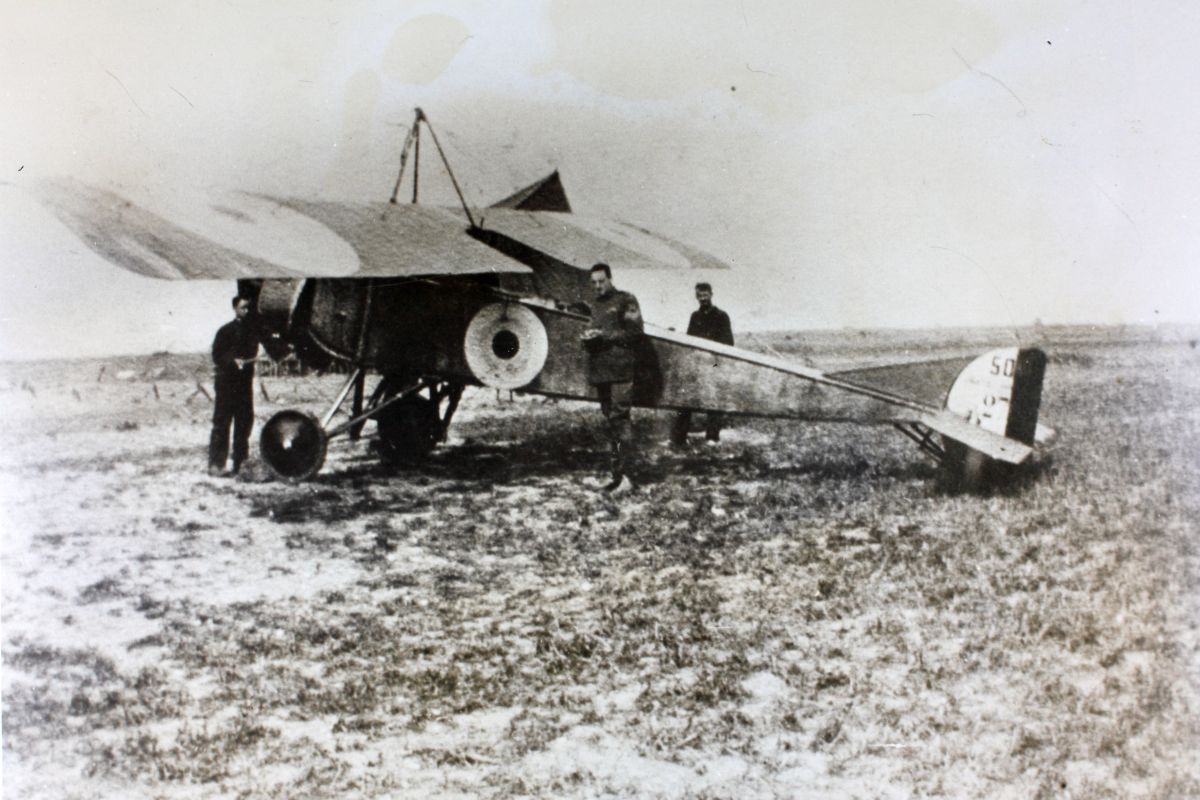
Morane L užívaný Royal Flying Corps.

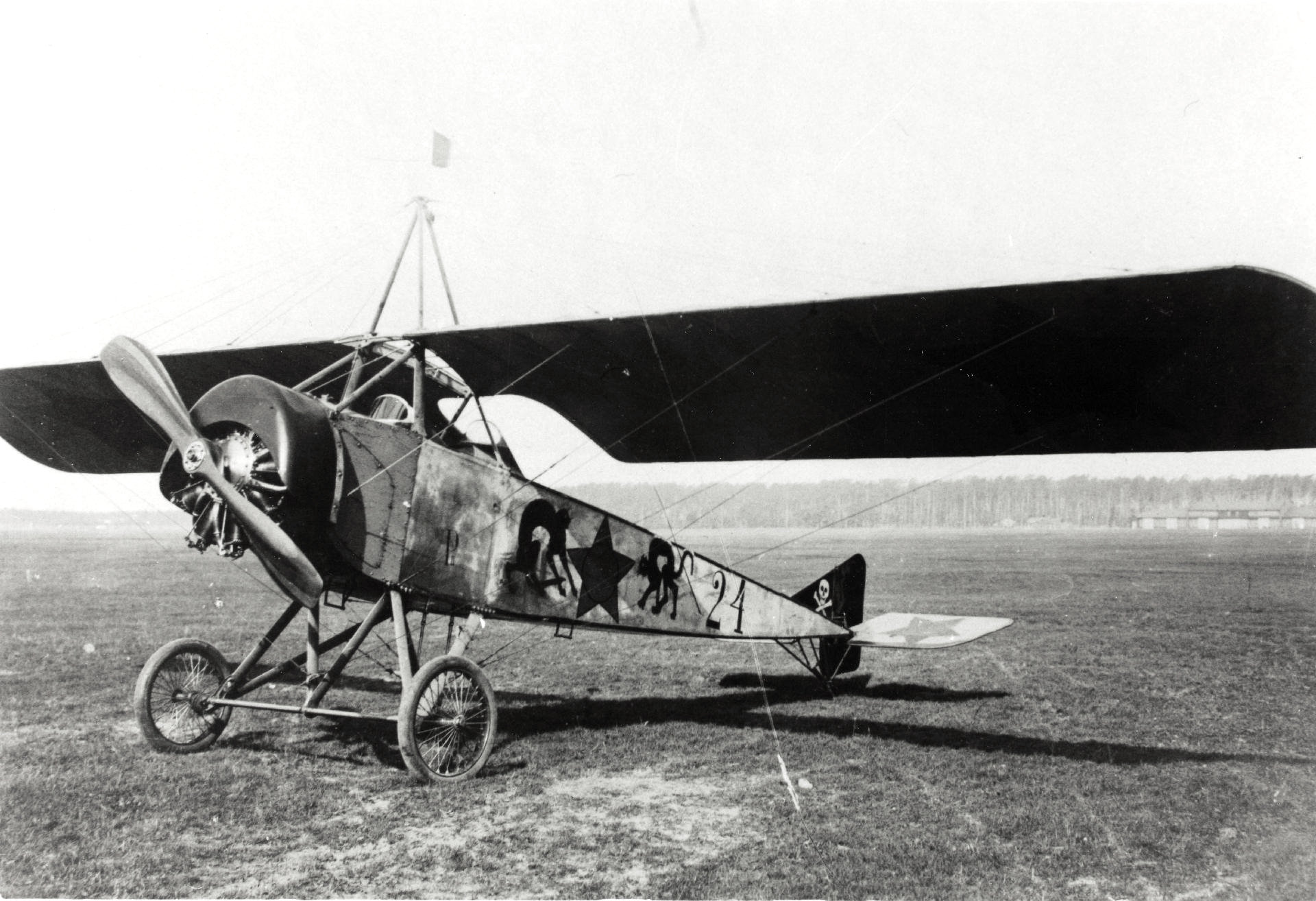
Sovětský Morane-Saulnier L

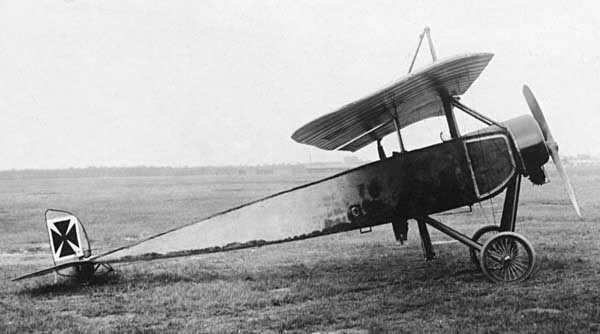
Morane-Saulnier Type L, Luftstreitkräfte

- Argentina
  - Argentinské letectvo
- Belgie
  - Belgické letectvo
- Československo
  - Československé letectvo
- Finsko
  - Finské armádní letectvo
- Francie
  - Aéronautique militaire
- Nizozemsko
  - Nizozemské armádní letectvo
- Osmanská říše
  - Osmanské vzdušné síly
- Peru
  - Peruánské letectvo
- Polsko
  - Polské letectvo
- Rumunské království
  - Rumunské letectvo
- Ruské impérium
  - Letectvo carského Ruska
- Ruská sovětská federativní socialistická republika
  - Dělnicko-rolnické vzdušné síly
- Sovětský svaz
  - Sovětské letectvo
- Spojené království
  - Royal Flying Corps
    - 1. peruť RFC
    - 3. peruť RFC
    - 7. peruť RFC (typ LA)
    - 12. peruť RFC (typ L a LA)
    - 15. peruť RFC
    - 25. peruť RFC
    - 60. peruť RFC (typ LA)[1]

  - Royal Naval Air Service
- Švédsko
  - Švédské letectvo
- Švýcarsko
  - Švýcarské vzdušné síly
- Ukrajina
  - Ukrajinské letectvo[1]

## Specifikace (Typ L)

Třípohledový nákres stroje Morane-Saulnier L.

Údaje podle publikace French Aircraft of the First World War

### Technické údaje
- Posádka: 2 (pilot a pozorovatel)
- Délka: 6,88 m
- Rozpětí: 11,20 m
- Výška: 3,93 m
- Nosná plocha: 18,3 m²
- Prázdná hmotnost: 385 kg
- Vzletová hmotnost: 650 kg
- Pohonná jednotka: 1 × vzduchem chlazený rotační motor Le Rhône 9C
- Výkon pohonné jednotky: 60 kW (80 hp)

### Výkony
- Maximální rychlost: 125 km/h
- Vytrvalost: 4 hodiny
- Dolet:
- Dostup:
- Výstup do 1 000 m: 8 minut

### Výzbroj
- 1 × kulomet Hotchkiss ráže 8 mm nebo Lewis ráže 7,7 mm
- 2 × puma upravená z dělostřeleckých granátů ráže 155 mm

nebo
- ocelové šipky

nebo
- 6 × 20lb puma[3]:s.29